# Sainte-Marie-aux-Mines
Sainte-Marie-aux-Mines (tieng Duc: Markirch) là một xã ở tỉnh Haut-Rhin trong vùng Grand Est ở đông bắc Pháp. Xã này có diện tích 45,23 km², dân số năm 1999 là 5749 người. Khu vực này có độ cao 275 mét trên mực nước biển.